# Серпокрилка вільхова
Серпокри́лка вільхова (Drepana curvatula) — вид метеликів родини серпокрилок (Drepanidae).

## Поширення

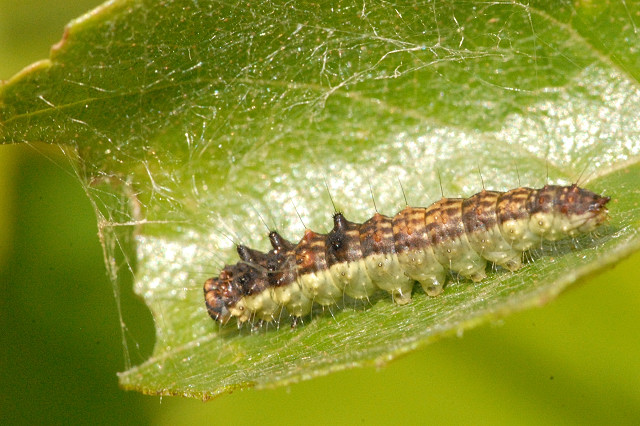
Гусениця

Вид поширений у Європі та Північній Азії на схід до Японії. Присутній у фауні України. Трапляється у вологих листяних та змішаних лісах, парках та садах, лісосмугах.

## Опис
Розмах крил 34—42 мм. Переднє і заднє крила мають коричневий колір. На передньому крилі темна лінія проходить у кривій від кінчика крила до внутрішнього краю крила. Крім того, чергуються деякі чітко відокремлені світлі, коричневі та дрібні сірі поперечки. Такі ж смуги можна знайти на задніх крилах, але світлі ділянки відсутні. Крім того, в центрі переднього крила є дві маленькі, світлі, темно окантовані точки.

## Спосіб життя
Є два покоління на рік. Імаго літають з травня по червень та вдруге в серпні. Активні вночі. Гусениці живляться листям берези, вільхи та дуба.

## Підвиди
- Drepana curvatula curvatula (Європа)
- Drepana curvatula acuta Butler, 1881 (Далекий Схід)